# De vrijgezellin

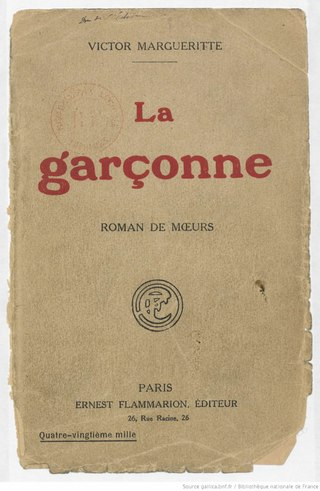
Uitgave uit 1922

De vrijgezellin (oorspronkelijke Franse titel: La garçonne) is een roman uit 1922 van de Franse schrijver Victor Margueritte. De roman veroorzaakte veel ophef na de publicatie maar werd een groot verkoopsucces. Het boek werd herwerkt tot een toneelstuk en werd verschillende keren verfilmd.

## Inhoud
Monique Lerbier is gelukkig getrouwd. Op een dag betrapt ze haar echtgenoot op overspel. Om zich te wreken heeft ze seks met de eerste de beste. In plaats van zich te schikken in het burgerlijke leven van haar ouders begint ze daarna een libertijns leven met seksuele avonturen met personen van beide geslachten.

## Ontvangst

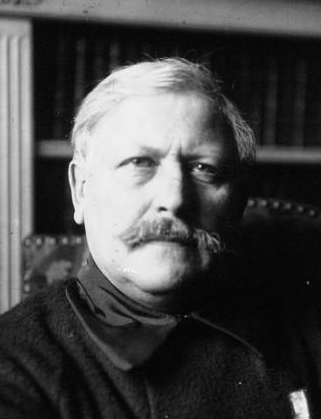
Victor Margueritte (1918)

La garçonne werd in 1922 uitgegeven bij Flammarion. De roman kende verschillende herdrukken en behaalde een oplage van 750.000 exemplaren. In 1925 werd een luxe-editie uitgegeven op 750 exemplaren met afdrukken van 28 aquarellen van de Nederlands-Franse kunstenaar Kees van Dongen. De roman werd in het Nederlands vertaald en in allerlei talen zoals het Japans en Arabisch.

## Afgeleiden
In 1927 werd La garçonne bewerkt voor het toneel. Het boek werd vier keer verfilmd:
- La Garçonne (1923), Frans-Belgische film van Armand Du Plessy;
- La Garçonne (1936), Franse film van Jean de Limur;
- La Garçonne (1957), Franse film van Jacqueline Audry;
- La Garçonne (1988), Franse televisiefilm van Étienne Périer.